# Automobili Turismo e Sport
Automobili Turismo e Sport (kratica ATS) je nekdanje italijansko moštvo Formule 1, in nekdanji majhen proizvajalec športnih avtomobilov, ki je v prvenstvu sodelovalo v sezoni 1963. Moštvo je nastopilo na šestih dirkah, moštvena dirkača sta bila Phil Hill in Giancarlo Baghetti.

## Rezultati Svetovnega prvenstva Formule 1
(legenda)
| Leto | Šasija  | Motor  | Gume | Dirkača            | 1   | 2   | 3   | 4   | 5  | 6   | 7   | 8   | 9   | 10  | Toč | Prv |
| ---- | ------- | ------ | ---- | ------------------ | --- | --- | --- | --- | -- | --- | --- | --- | --- | --- | --- | --- |
| 1963 | ATS 100 | ATS V8 | D    |                    | MON | BEL | NIZ | FRA | VB | NEM | ITA | ZDA | MEH | JAR | 0   | 18. |
| 1963 | ATS 100 | ATS V8 | D    | Phil Hill          |     | Ret | Ret |     |    |     | 11  | Ret | Ret |     | 0   | 18. |
| 1963 | ATS 100 | ATS V8 | D    | Giancarlo Baghetti |     | Ret | Ret |     |    |     | 15  | Ret | Ret |     | 0   | 18. |